# 傑西·柏基特
傑西·凱爾·柏基特（英語：Jesse Cail Burkett，1868年12月4日—1953年5月27日），綽號「螃蟹」，為美國職棒大聯盟的左外野手。生涯曾效力過巨人、蜘蛛、完人/紅雀、布朗和美國人等隊。
柏基特生涯曾兩度達成單季4成打擊率，1896年他敲出240支安打，該紀錄一直過了15年才被打破。柏基特在退休後在小聯盟球隊執教過，並於1946年入選名人堂。另外，柏基特生涯一共敲出55支場內全壘打，至今仍是大聯盟球員的生涯紀錄。而他也是一名優秀的短打者。

## 職業生涯

### 生涯早期
1890年，柏基特以投手和外野手身分登上大聯盟。不過他的投球成績不怎麼樣，菜鳥年僅投出3勝10敗，防禦率5.57。相較之下，他的打擊率3成09才令人驚豔，因此他在隔年被蜘蛛隊挖角，不過他大多待在小聯盟。1892年，他的打擊率為2成75，隔年直接衝上3成48。而他選球能力非常出色，生涯每年的保送數都在聯盟前10名。
柏基特一直都不是個守備見長的選手，他在1893年還曾發生過單季46次失誤。儘管他的隊友Jimmy McAleer有教他守備技巧，不過他在失誤排行榜上總是排進前5名。他甚至是大聯盟史上失誤次數第四多的外野手。

### 生涯巔峰
1895年，柏基特的打擊率高達4成05，[a]成為聯盟的打擊王。隔年他更是打出生涯新高的4成10打擊率，繼續蟬聯打擊王寶座。而蜘蛛隊在這兩年都在聯盟拿下第二名，其中1895年更是奪下坦波盃冠軍。
1897年初，他因為被Fred Klobedanz投出的觸身球擊中頭部造成昏迷，並休息了兩週。8月4日，柏基特在雙重賽因為和主審發生爭吵而兩場比賽都被驅逐出場。他還一度拒絕離開，最後被警方強制驅離。and willingness to argue, fight and insult sportswriters, umpires, opposing players, and rookies.後來他在這年的打擊王排行榜上拿下第三名。

### 1899年之後
1898年末，因為蜘蛛隊已經付不起柏基特的薪水，因此將他和賽·揚交易到完人隊(今紅雀隊)。接下來柏基特在聖路易打了3個球季，其中他在1899年還繳出單季4成02的打擊率。
1901年，柏基特的打擊率、上壘率、安打數、得分數都是聯盟第一高。隔年他加盟了美國聯盟的聖路易布朗隊(今金鶯隊)。由於美聯在1903年宣布界外球將視為好球，因此造成柏基特的打擊率跌到3成以下。隔年他的打擊率更是寫下生涯新低的2成71，盜壘數也逐年減少。年紀增長也使得他的守備範圍愈來愈小，但也因此降低他的失誤次數。
1905年，布朗隊用柏基特向美國人隊交易George Stone。由於打擊能力下滑嚴重，使得他在球季結束後便宣布退休。他生涯共擊出2850支安打，一度在大聯盟安打排行榜上的第二名。另外他3成78的打擊率和4成44的上壘率至今仍是紅雀隊隊史紀錄。

### 生涯打擊成績
| 出賽次數 | 打席 | 打數 | 得分 | 安打 | 二安 | 三安 | 全壘打 | 打點 | 盜壘 | 保送 | 三振 | 打擊率 | 上壘率 | 長打率 | OPS  |
| -------- | ---- | ---- | ---- | ---- | ---- | ---- | ------ | ---- | ---- | ---- | ---- | ------ | ------ | ------ | ---- |
| 2067     | 9629 | 8426 | 1720 | 2850 | 320  | 182  | 75     | 952  | 389  | 1029 | 613  | .338   | .415   | .446   | .861 |

## 晚年
1906年至1915間，柏基特在新英格蘭聯盟的球隊執教，並打了幾場比賽。他還在1906年成為球隊的打擊王。
1916年，柏基特從棒球界退休。並在年底於一間銅器工廠工作，不過他還同時擔任大學棒球隊的教練。
日後，柏基特一路擔任小聯盟球隊教練到1933年止。他在1946年入選名人堂，成為第一位獲得此殊榮的西維吉尼亞州人。
1953年5月27日，柏基特因病去世，享年84歲。

## 外部連結
- 球員資訊和成績在MLB，ESPN，Retrosheet ，Baseball Reference ，Baseball Reference (Minors) ，Fangraphs ，The Baseball Cube （英文）

| 前任： Hugh Duffy | 單季安打數紀錄保持人 1896年–1910年 | 繼任： 泰·柯布 |